# 都農町立都農東小学校
都農町立都農東小学校（つのちょうりつ つのひがししょうがっこう）は、宮崎県児湯郡都農町大字川北にある公立の小学校。

## 概要
歴史
1874年（明治7年）に「心見小学校」として創立。統合（分校化）と独立を繰り返し、1946年（昭和21年）に「都農東国民学校」として独立。1947年（昭和22年）に現校名となった。1949年（昭和24年）には、都農小学校から内野々分校が移管された。
完全に独立した1946年（昭和21年）を創立年としており、2026年（令和8年）には創立80周年を迎える。
教育目標
「知・徳・体、調和のとれた心身ともに健康で、人間性豊かな実践力のある児童の育成」
目指す児童像
- かしこい子
- やさしい子
- 元気な子

校章
中央に校名の略称である「東小」の文字（縦書き）を配している。
校歌
作詞は江原白村、作曲は海老原直による。歌詞は3番まであり、1番と3番に歌詞中に校名の「都農東小」が登場する。
分校
「内野々分校」（うちのの）
- 所在地 - 宮崎県児湯郡都農町大字川北20500番地（北緯32度17分22.5秒 東経131度33分0.7秒 / 北緯32.289583度 東経131.550194度）
- 通学区域 - 都農町のうち「長野、内野々、舟川、平山地区」の1年生から4年生までが通学する。

通学区域
都農東小学校本校は都農町のうち、「黒萩、丸溝、心見、山末、あけぼの団地、寺迫、征矢原、長野、内野々、舟川」。中学校区は都農町立都農中学校。
内野々分校に関しては以下の通り。
- 「長野、内野々、舟川」- 5年生から都農東小学校に通学。
- 「平山」- 5年生から都農小学校に通学。

## 沿革
- 1874年（明治7年） - 心見上肥に「心見小学校」を開校。
- 1885年（明治18年） - 第3次教育令により、児湯郡17番学区都農小学校の分教場「心見分校」となる。
- 1887年（明治20年） - 第1次小学校令により、「心見簡易小学校」となる。（本校となる都農小学校は都農尋常小学校に改称）
- 1892年（明治25年） - 第2次小学校令により、都農尋常小学校から独立し、「心見尋常小学校」となる。
- 1908年（明治41年） - 「小学校令中改正ノ件」（明治40年勅令第52号）により義務教育が6年間となり、分校の5・6年は都農尋常高等小学校へ編入。
- 1910年（明治43年） - 心見坂に2学級編成の校舎を新築。
- 1922年（大正11年） - 「都農尋常高等小学校心見分教場」となる。
- 1932年（昭和7年） - 校舎を現在地に新築移転する。
- 1941年（昭和16年） - 4月1日、国民学校令の施行により、本校の都農尋常高等小学校が「都農国民学校」に改称。
- 1945年（昭和20年） - 征矢原地区の児童が内野々分校より移籍。都農国民学校より校区内5・6年・高等科を収容する。
- 1946年（昭和21年）10月1日 - 都農国民学校から分離の上、「都農東国民学校」として独立。
- 1947年（昭和22年）4月1日 - 学制改革（六・三制の実施）により、「都農町立都農東小学校」（現校名）に改称。
- 1949年（昭和24年） - 校区編成変更により、内野々分校が都農東小学校の分校となる。

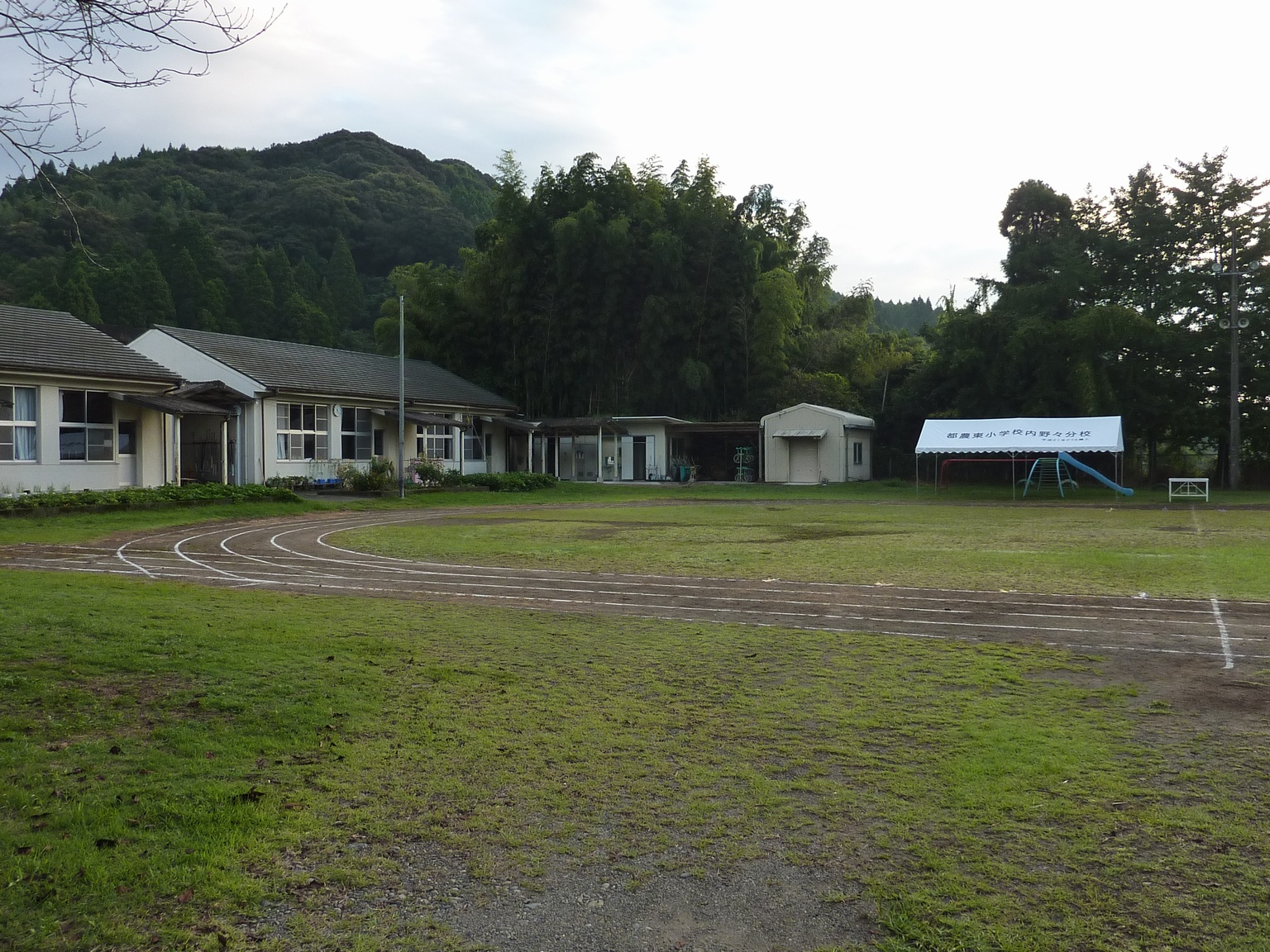
内野々分校

- 1954年（昭和29年） - 図書館を開設。学校給食を開始。
- 1966年（昭和41年） - プール（25m×5コース）を設置。
- 1970年（昭和45年） - 屋内体育館を新築。
- 1976年（昭和51年） - 創立30周年記念式典を挙行。
- 1996年（平成8年） - 創立50周年記念学習発表会を開催。

## 交通

### 都農東小学校（本校）
校門前には横断歩道橋が設置されている。
最寄りの鉄道駅
- JR九州 日豊本線 「東都農駅」より800m（徒歩11分）

最寄りのバス停
- 宮崎交通バス 都農・高鍋線「東都農」バス停より400m（徒歩5分）
- 都農町地域福祉バス 「東都農」バス停より400m（徒歩5分）

最寄りの道路
- 国道10号 「東都農駅入口」交差点より190m

### 内野々分校
最寄りの鉄道駅
- JR九州 日豊本線 「東都農駅」より4.3km（車10分）

最寄りのバス停
- 都農町地域福祉バス 征矢原・都農駅線/征矢原線② 分校前でフリー乗降

最寄りの道路
- 国道10号 「都農町丸溝」交差点より2.4km